# 프린스 에드워드 고가교
프린스 에드워드 고가교(영어: Prince Edward Viaduct) 또는 블루어 고가교 (Bloor Viaduct)는 캐나다 온타리오주 토론토의 트러스 아치교로 서쪽의 블루어가와 동쪽의 댄포스 애비뉴를 이어주는 다리이다. 이 다리는 자그마한 로즈데일 계곡 다리로 알려진 로즈데일 계곡 구간과 블루어가를 셔본가에서 로즈데일 계곡으로 잇기 위해 쌓은 둑인 셔본 구간이 포함된다. 돈 계곡 구간은 돈강 계곡 (Don River Valley)을 동서로 연결하고 그 아래로는 서쪽에서 동쪽 순으로 베이뷰 애비뉴 연결로, 돈강, 돈밸리 파크웨이 고속도로가 지나간다.
이 도로는 동쪽으로 3차선, 서쪽으로 2차선이 존재하며 자전거 전용 차로가 양방향으로 설치되어 있다. 아랫층 갑판에 있는 지하철은 동쪽의 브로드뷰역과 서쪽의 캐슬프랭크, 셔본역을 이어준다.

## 설계

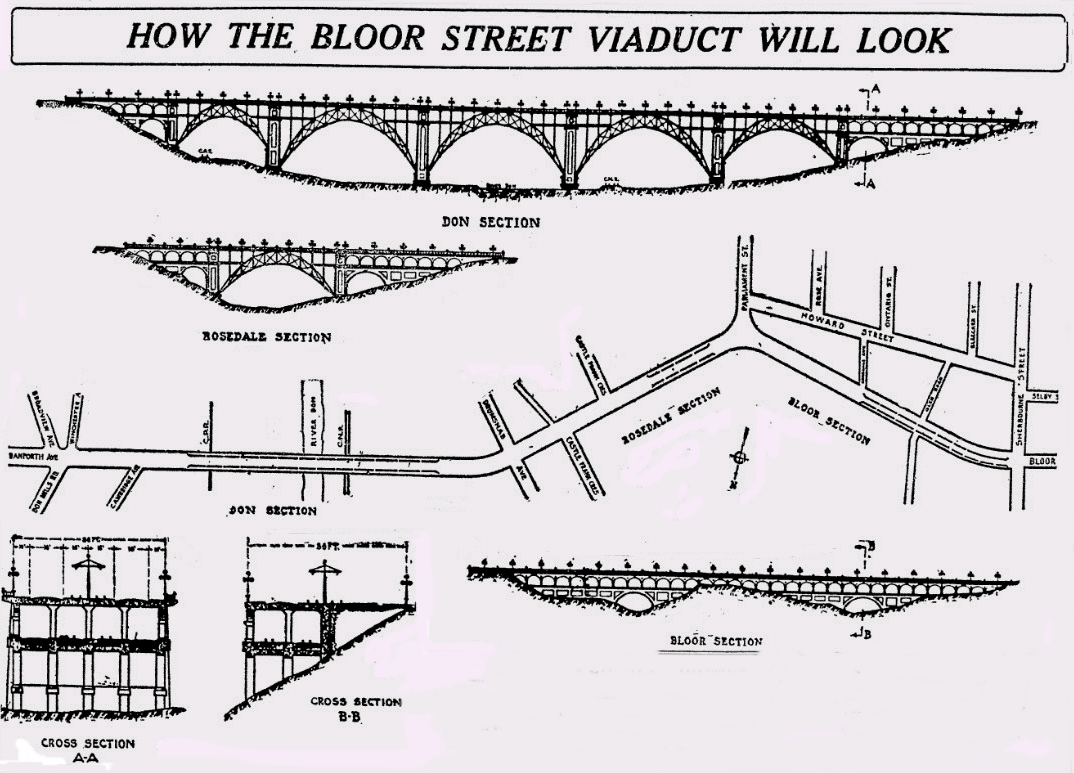
1912년 12월에 설계된 원안

에드먼드 버크가 설계한 이 아치교는 세 개의 콘크리트 철강 경첩으로 이루어진 아치 다리로 총 길이 494미터, 높이는 돈 계곡 40미터 상공에 있는 다리이다. 이 다리는 횡단 빔과 아이형 거더로 기둥의 무게를 이동한다. 기둥은 이후 그 무게를 아치에 있는 트러스로 이동한다. 트러스의 무게는 아치로 이동한 뒤 아치는 커다란 경첩을 통해 콘크리트 교각과 지면으로 무게를 분산하는 구조이다. 철은 도미니언 브리지 회사에서 제공하였다.
돈강과 돈밸리 파크웨이, 베이뷰 애비뉴와 더불어 두 철도, 송전선과 자전거 산책로가 모두 다리 밑을 지나간다.

## 역사

### 초기 역사
1897년에 들어서서 토론토는 63년밖에 되지 않은 신생 도시였다. 1891년 인구 조사에 따르면 토론토의 인구는 18만 1216명이고 인구 대부분은 캐나다에서 태어났으며 돈강 서쪽의 토론토 중심부에 살고 있었다. 이는 1901년과 1911년 사이에 캐나다에 이민자들이 임시직 근로자로 왔다 갔다를 반복하면서 인구가 늘어났다 줄곤 하였다.
기존에 토론토에서 강 동쪽으로 이어지는 다리는 강 유역의 고도 차이가 가장 적은 온타리오호 근처에 지어졌다. 아이스 잼과 해빙에 따른 홍수로 돈강을 잇던 다리 여럿이 무너졌고 이를 다시 짓기엔 엄청난 돈이 들어갔다. 1850년 봄 홍수로 토론토의 두 다리가 무너져 동서를 잇는 모든 지상 교통이 마비되었다. 1878년 9월 1일, 토론토에서 역대 최대의 홍수가 일어나면서 토론토에서 30km 떨어져 있는 손힐 이남에 있는 다리 20개와 돈강을 잇는 다섯 개의 다리가 모두 붕괴하였다. 홍수로 붕괴한 다리를 복원하려면 20만에서 40만 달러가 들어갈 것으로 예상되었다.
돈강 개선 공사의 일환으로 돈강은 1890년에 수로화하였고 이에 따라 강 하류의 꼬불꼬불한 부분은 파괴되었다. 돈 계곡이 이 지역에 지정학적으로 여전히 불규칙한 주요 변수였지만 로즈데일 협곡 또한 토론토 시내와 그 북쪽의 부유한 동네인 로즈데일의 경계를 이루었다. 블루어 고가교가 지어지지 않는 이상 돈강 동쪽으로 가는 방법은 계곡 북쪽이나 남쪽의 제럴드가로 가거나, 아니면 계곡 밑으로 내려가서 돈과 댄포스 다리를 건너 계곡 동쪽의 돈밀스 로드 (오늘날의 브로드뷰 애비뉴)를 따라 올라가는 방법밖에 없었다. 이는 봄에 홍수가 일어나면 위험한 경로이기도 하다.
이에 따라 돈 계곡은 토론토를 동서로 구분하는 자연 경계로 자리 잡았다. 토론토의 전신이었던 요크 정착지는 온타리오호 돈강 서쪽에 자리 잡았지만, 동쪽은 여전히 별다른 개발이 이루어지지 않았고 데이비나 플레이터와 같은 주요 가문의 별장이 강 동쪽에 자리 잡았다. 인구 밀도는 강 서쪽의 시내는 높은 편이었지만 동쪽은 매우 낮은 편이었다. 강 동쪽에 있던 마을인 체스터와 토드모든은 인구가 천 명이 채 안 되었고 댄포스 애비뉴는 "질퍽거리고 한적한 시골 도로"였다.

### 설계와 공사
프린스 에드워드 고가교의 역사는 1897년, 돈 계곡 바로 서쪽 지역구를 대표하던 시의원인 앨더맨 토마스 포스터가 블루어가를 동쪽으로 연장하는 방안을 내놓으면서부터다. 하지만 이 안건이 본격적으로 논의가 이루어진 시점은 1906년 시의회 회의로 이 당시 토론토와 요크 타운십에서 공사비를 어떻게 분담할 것인지를 두고 논쟁으로 이어졌다. 돈강 동쪽 지역구를 대표하던 치스홈 시의원은 토론토시가 요크 타운십보다 더 많은 돈을 내는데 토론토 시내로 바로 이어지는 도로가 생기면서 토론토와 인접한 요크 카운티가 더 수혜를 많이 볼 것이라고 예상하였다. 돈강을 두고 서쪽은 도시, 동쪽은 시골로 나뉘었는데 여기에 다리를 놓으면 "시골" 사람들만 좋은 게 아니겠냐는 주장이었다.
1909년에 조지프 올리버 시장이 당선된 뒤 돈강 다리는 주요 문제로 자리 잡았다. 그의 임기 도중에 토론토는 댄포스 북쪽의 브로드뷰와 던랜즈까지 걸쳐있는 체스터를 토론토시에 흡수하였고 이후 영국 이민자들이 유입되면서 강 동쪽에도 인구가 늘어났다. 1910년 1월 1일, 블루어가 고가교 조례는 국민투표에서 77%가 반대하였다. 이 투표 결과에 따라 1910년에 당선된 조지 기어리 시장은 뉴욕의 건설 회사였던 제이콥스 앤 데이비스 (Jacobs and Davies, Inc.)에 지하철에 대한 타당성 연구 용역을 맡겼다.
이후 《토론토시의 지상 철도 교통》 (Street Railway Transportation in the City of Toronto)이라는 이름으로 발간된 보고서는 런던, 파리, 글래스고, 뉴욕, 필라델피아, 보스턴, 몬트리올 등지의 예를 들어 면적, 인구 및 대중교통 활용 및 자금 조달 방안을 언급하였다. 이 보고서에서는 세 가지 방안이 제시되었고 첫 번째와 두 번째 방안에는 인구가 성장하는 도시에 지하철 건설의 중요성을 역설하였다. 두 방안 모두 다 강철 고가교를 대중교통 노선의 주요 부분으로 포함하였고 이 다리에 장기적으로 지하철이 다닐 수 있도록 복층 설계를 하는 방안을 제시하였다.
1910년 말에 들어서서 다리 건설을 두고 찬반 여론이 팽팽하였다. 서민층을 대변했던 《월드》 (The World) 지는 블루어 고가교 건설을 반대했던 《글로브》 (The Globe)와 《스타》 (The Star)지 구독자들을 이해할 수 없다며 정 그렇다면 국민투표에 부결하자고 주장하였다. 한편 강 동쪽 로즈데일의 시빅 길드 (Civic Guild) 단체에서는 고가교가 "인근 지역의 자연의 미를 훼손하고 부동산 가격이 떨어질 것이며 도시와 타운십을 잇는 부실한 연결고리가 될 것"이라며 반대하였다. 다리는 1910년은 물론 이듬해에도 로즈데일의 강한 반대로 예산 승인을 받지 못했다. 1912년 국민투표는 총 유권자 20,061명 중 1,319표의 간소한 차이로 178만 3333달러 규모의 고가교 건설 및 노면전차 선로 건설이 가결되는 듯하였다. 하지만 이는 재개표 뒤에 반대표가 더 많아져 다리 건설 논의는 이듬해로 넘어갔다.
1912년 6월, 도시 현대화의 꿈을 키웠던 롤런드 해리스가 토론토의 수석 설계가 및 공공사업 총괄부장으로 취임하였다. 1912년 10월, 기어리 시장이 시장직을 사퇴하면서 시장직은 1910년 선거에서 2위를 차지했던 호레이쇼 호켄에게 넘어갔다. 호켄 시장이 취임하면서 해리스는 새로운 고가교 설계도를 선보였는데, 미래에 들어설 지하철을 위해 이층 다리를 선보였다. 또한 100% 콘크리트를 쓰는 대신 철강을 도입해 콘크리트에 반대했던 호켄 시장과 동네 외관에 민감해하던 로즈데일 주민들도 만족시킬 수 있었다. 양자 간의 합의를 도출해 1913년 새해 첫날에 고가교 건설은 국민투표에서 과반이 찬성하였지만, 경기 침체와 1914년 제1차 세계대전으로 1915년 1월 16일에 삽을 본격적으로 들었다.
1913년 계획에는 토론토의 건축가인 에드먼드 버크가 맡았다. 이 계획에는 다섯 개의 보자르 스타일 아치형 구조와 넓은 인도, 두 개 차선, 노면전차 선로 두 쌍, 전망대는 물론 지하철을 위한 아래층 공간까지 포함되어있었다.

### 개통
1917년 10월 29일, 로즈데일 구간이 개통하였고 다음 해인 1918년 10월 18일, 돈강 구간이 개통하였지만 전시 상태라서 별다른 주목은 받지 못했다. 또한 스페인 독감이 유행했기 때문에 개통식도 간소하게 진행되었다. 노면전차는 1918년 12월 12일부터 고가교를 지났고 셔본 구간이 1919년 8월 23일에 마무리되면서 공사의 종지부를 찍었다.
캐나다와 영국의 관계는 여전히 돈독했으며 에드워드 왕자가 1919년에 온타리오주를 방문하면서 시 당국은 그의 이름을 따서 프린스 에드워드 고가교로 이름을 바꾸었다. 하지만 이 이름은 지극히 상징적이고, 개통 당시부터 지금까지 이 다리는 블루어 고가교로 이름이 더 잘 알려져 있다.

### 개통 이후
1920년대 이후로 돈강 일대로 별다른 개발의 진척이 이루어지지 않았다. 지리적으로는 두 계곡에 걸쳐있고 부유한 로즈데일과 가까워 인구 밀도도 그렇게 높지 않았다. 개발의 바람이 불어온 건 1950년대, 돈밸리 파크웨이 공사는 물론 베이뷰 애비뉴 연장이 이루어지면서 블루어-댄포스 지하철 공사 논의가 한창이였기 때문이다.
고가교 아래층 갑판에 지하철이 지나갈 여분의 공간이 있었지만 선형 때문에 아래층 갑판에 진입하는 건 쉽지 않았다. 지하철 노선은 부동산 매입 비용을 줄이고 공사 도중에 교통에 방해가 되지 않기 위해 블루어 북쪽으로 지어졌지만 아래층 갑판은 도로 바로 밑을 지나갔고 다리 갑판은 남서쪽으로 향해있었기 때문에 선로 방향과 어긋났다. 이를 해결하기 위해 영역 동쪽으로 터널 굴착 기계로 굴착하였고 셔본역을 블루어 남쪽에 짓게 되었다. 또한 로즈데일 협곡을 건너기 위해 별도의 다리를 설치하고 이후 아래층 갑판과 연결하였다. 지하철은 1966년 2월 26일에 개통하였다.

## 빛의 베일
시간이 지나면서 프린스 에드워드 고가교는 자살다리로 악명을 떨쳤으며, 떨어지는 사람 뿐만 아니라 밑에 있는 도로를 지나는 사람들에게도 매우 위험했다. 2003년에는 500명 가까이 이 다리에서 자살하였으며 이에 따라 캐나다에서 가장 자살 시도 수가 높은 다리이자 북미에서는 샌프란시스코의 금문교 다음으로 높은 다리이기도 했다.
이에 따라 1998년부터 이 다리의 안전 문제가 토론토 시의회에서 계속 거론되었지만 예산 문제로 방지턱 설치는 2003년까지 미루어졌다. 이 사이에 고가교에서는 48명에서 60명이 숨을 거둔 것으로 집계되었다. 시의회는 처음에 250만 달러 규모의 방지턱 설치를 승인했지만 최저 입찰가가 550만 달러였다. 시의회는 결국 나머지 300만 달러를 모금하기로 하였고 공사는 2003년에 완공되었다.
방지턱 이름은 《빛의 베일》 (Luminous Veil)로 지어졌다. 건축가 데렉 레빙턴과 홀크로우 욜스의 공학자들이 설계한 이 방지턱은 9천 개가 넘는 5m 높이의 강철봉이 12.7cm 간격으로 외팔보 거더로 연결하였다. 장력 구조는 분석하기가 힘들고 토론토 대학교에서 여러 차례 장력 검사를 거쳐야 했다. 처음에는 비용 문제로 다리 상부에 조명을 설치하지 못했고 이는 2015년 7월에 설치되었다. 《빛의 베일》은 1999년에 캐나다 건축가 우수상을 수상하였다.
2010년 연구 결과에 따르면 고가교에 설치된 자살 방지턱으로 고가교에서 뛰어내리는 것을 방지했지만 토론토 내 자살율은 이 구조물이 지어진 이후 바뀌지 않았다. 하지만 2017년에 발표된 같은 저자의 연구 결과에 따르면 장기적으로는 방지턱이 설치되면서 토론토 내 투신 자살이 줄었고 이와 동시에 다른 수단으로 자살하는 사람들의 비중이 늘어나지는 않았다고 발표했다.

## 대중 문화
프린스 에드워드 고가교는 다음과 같은 대중 문화 작품에서 연출되었다.

### 영화
- 《성녀 모니카》 (2003)
- 《레지던트 이블 2》 (2004)
- 《룸》 (2015)

### 문학, 희극, 출판작
- 《가브리엘의 주방에서》 (2006)
- 《사자의 가죽 속에서》 (1987)
- 《플래시포워드》 (1999)

### 음악
- 베어네이키드 레이디스의 《War on Drugs》 (2003)
- 브루스 콕번의 《Anything Can Happen》 (1988)
- 콘스탄틴스의 《National Hum》 (2003)

### TV
- 데그라시 주니어 하이의 《정체기》 (Dog Days)

## 같이 보기
- 자살다리

## 참고 문헌
- Murnaghan, Ann Marie F. (2013). 《The City, the Country, and Toronto's Bloor Viaduct, 1897-1919》 [도시, 국가와 토론토의 블루어 고가교, 1897-1919년]. 《Urban History Review》 (영어) (University of Toronto Press). 41-50쪽. JSTOR 43560375.